# 7415 Сусумуімото
7415 Сусумуімото (7415 Susumuimoto) — астероїд головного поясу, відкритий 14 листопада 1990 року.
Тіссеранів параметр щодо Юпітера — 3,180.
Названо на честь Сусуму Імото (яп. すすむ・いもと(井本進) сусуму імото).